# Partidul Alianța Civică
Partidul Alianța Civică (PAC) a fost un partid politic din România. În 1998, a fuzionat cu Partidul Național Liberal (PNL). Partidul Alianța Civică (PAC) a fost fondat de un grup din cadrul Alianței Civice (AC). Acest grup a fost condus de criticul literar Nicolae Manolescu. 
1. ↑  https://archive.wikiwix.com/cache/?url=https%3A%2F%2Fnbn-resolving.org%2Furn%3Anbn%3Ade%3A0168-ssoar-447403